# Pretty Good Privacy
Pretty Good Privacy（プリティ・グッド・プライバシー）とは、フィル・ジマーマンが開発、公開した暗号ソフトウェアである。略称は PGP。

## 概説

PGPによる暗号化／復号の流れ

公開鍵暗号方式を採用しており、暗号・署名ができる。
PGPの開発当初、アメリカ合衆国連邦政府は暗号を『武器』とみなし、輸出を禁止していたため、同国外では入手できなかった。
ジマーマンは、合衆国憲法修正第1条（言論・出版の自由）により連邦政府が出版物を取り締まれないことを逆手に取り、ソースコードを書籍 (ISBN 0-262-24039-4) として出版・国外輸出することで、合法的にPGPをアメリカ合衆国の国外に拡散させることに成功し、有志によってこれを基に改良がなされ国際版（PGPi）が公開された。
しかし、1999年12月13日に、アメリカ合衆国連邦政府が、PGPの輸出を一部の国家を除いて認めたため、同国外でも合法的にアメリカ版PGPを使用できるようになり、国際版の開発は終了した。
2001年10月に、PGPの開発元であるネットワーク・アソシエーツ社がPGP部門の解体を発表、売却先を探していた。2002年8月に売却先が見つかり、PGP社を設立して、開発及び販売が再開された。
2005年8月に公開されたPGP 9.0.2からは、日本語版も公開されている。2006年1月26日には日本法人も設立され、日本でのサポートも行われている。英語版・ドイツ語版・日本語版が公開されている。
なお、PGP社は2010年6月にシマンテックに買収された。

## OpenPGP
PGPの仕様は、RFCに公開されている。当初は RFC 1991 としてPGPの仕様の情報を提供しているだけであったが、1998年に仕様が標準化され、 RFC 2440 として公開された。これは RFC 4880 によって更新され、RFC 5581 によって Camellia、RFC 6637 によって楕円曲線暗号 (楕円曲線DSA (ECDSA)、楕円曲線ディフィー・ヘルマン鍵共有 (ECDH)) への対応が追加された。また、draft-ietf-openpgp-rfc4880bisによってエドワーズ曲線デジタル署名アルゴリズム (EdDSA) への対応も追加された。
PGP/MIME フォーマットについて定めた RFC 2015 およびそのアップデートである RFC 3156 も別途標準化されている。
OpenPGP の標準化を受けて、自由ソフトウェアライセンスであるGPLに基づく別実装である GNU Privacy Guardのバージョン1.0が1999年にリリースされている。また、Android オペレーティングシステム向け実装である OpenKeychainや、iOS オペレーティングシステム向け実装である iPGMailも公開されている。

### RFC勧告
- PGP
  - RFC 1991: PGP Message Exchange Formats
- OpenPGP
  - RFC 2440: OpenPGP Message Format
  - RFC 4880: OpenPGP Message Format
  - RFC 5581: The Camellia Cipher in OpenPGP
  - RFC 6637: Elliptic Curve Cryptography (ECC) in OpenPGP
  - draft-ietf-openpgp-crypto-refresh OpenPGP Message Format
- PGP/MIME
  - RFC 2015: MIME Security with Pretty Good Privacy (PGP)
  - RFC 3156: MIME Security with OpenPGP

## 関連書籍
- 相田洋、矢吹寿秀『コンピュータ地球網』 6巻、日本放送出版協会〈NHKスペシャル 新・電子立国〉、1997年。ISBN 4140802960。OCLC 675076623。